# Plenty
Pour plus de détails, voir Fiche technique et Distribution.
Plenty est un film américano-britannique de Fred Schepisi sorti en 1985.

## Synopsis
En France, durant la Seconde Guerre mondiale, Susan Traherne sert d'agent de liaison entre les parachutistes anglais et la résistance française. La guerre étant finie, elle est persuadée que désormais rien ne sera comme avant, Susan veut faire bouger les choses, aller de l'avant. Mais elle retombe vite dans la routine de la vie quotidienne.

## Fiche technique
- Titre : Plenty
- Réalisation : Fred Schepisi
- Scénario : David Hare, d'après sa pièce de théâtre
- Directeur de la photographe : Ian Baker
- Musique : Bruce Smeaton
- Montage : Peter Honess
- Décors : Richard MacDonald
- Costumes : Ruth Meyers
- Assistant-réalisation : David Tringham
- Société de distribution :  RKO Radio Pictures Inc., U.S.A.
- Durée : 121 minutes
- Genre : Drame
- Pays :  États-Unis;  Royaume-Uni
- Date de sortie en salles : 
  - Canada : 10 septembre 1985 (présentation au festival international du film de Toronto)
  - États-Unis : 20 septembre 1985
  - Royaume-Uni : 22 novembre 1985
  - France : 15 janvier 1986

## Distribution
- Meryl Streep : Susan Traherne
- Charles Dance : Raymond Brook
- Tracey Ullman : Alice Park
- John Gielgud : Sir Leonard Darwin
- Sting : Mick
- Ian McKellen : Sir Andrew Charleson
- Sam Neill : Lazar
- Lyndon Brook : Begley
- Burt Kwouk : Mr. Aung
- André Maranne : Villon
- Pik Sen Lim : Madame Aung
- Ian Wallace : Medlicoti
- Tristram Jellinek : Dawncey
- Peter Forbes-Robertson : directeur de l'hôtel à Bruxelles
- Hugo De Vernier : docteur
- James Taylor : Tony, l'homme mort

## Autour du film
- Sam Neill et Meryl Streep se retrouveront trois ans plus tard dans Un cri dans la nuit, réalisé par le même Fred Schepisi.